# 제10회 인디다큐페스티발
제10회 인디다큐페스티발은 2010년 3월 26일에 열린 시상식이다.

## 수상 및 후보

### 실험상
- 조금 불편한 그다지 불행하지 않은 0.24 - 임덕윤 수상

### 진보상
- 버라이어티 생존토크쇼 - 조세영 수상

### 대화상
- 꽃다운 - 장희선 외 1명 수상

### 올해의 신작전
- 조금 불편한 그다지 불행하지 않은 0.24 - 임덕윤
- Inter View - 이미영
- 꽃다운 - 장희선 외 1명
- 나의 길 위에서 - 하샛별
- 시야 미안하다 - 김휴리
- 그 날 이후 - 김주현
- 수현 지현 - 박정회
- 버라이어티 생존토크쇼 - 조세영
- In The Cold Cold Night 03_Repeat Mark - 기채생
- 행복한가요? - 정혜은
- 대추리에 살다 - 정일건
- 오체투지 다이어리 - 지금종 외1명
- 현기증 ver 1.0 - 노경태
- 레즈비언 정치도전기 - 한영희
- 쿠바의 연인 - 정호현
- 땅의 여자 - 권우정
- 미얀마 선언 - 최신춘
- 내 청춘을 돌려다오 - 김은민
- 자기만의 방 - 심민경
- 호수길 - 정재훈
- 명소 - 김민지
- 개청춘 - 나비 외 2명
- 방, 있어요 - 석보경
- 역사 - 나들
- mistranslation - 김보형

### 올해의 초점
- 상계동 올림픽 - 김동원
- 변방에서 중심으로 - 홍형숙
- 애국자 게임 - 경순 외 1명
- 파산의 기술 - 이강현
- 외박 - 김미례
- '이 별에서 살으렵니다.' - 지구인의 정류장 1 - 김이찬
- 소규모 아카시아 밴드 이야기 - 민환기

### 아시아의 초점
- 중생 - 천신쭝
- 하늘에서 떨어지다 - 장 잔보
- 매몰 - 왕리뽀
- 육체라는 - 비샤카 다타
- 일본: 사랑과 증오의 이야기 - 숀 맥앨리스터

### 봄 제작지원작
- 아버지와 술 - 허세황
- 놈에게 복수하는 법 - 최미경

### 다큐멘터리 발언대
- 당신과 나의 전쟁 - 태준식
- 남일당 식당 “식사는 하셨어요?” - 넝쿨
- 시청 앞 하늘이불 - 넝쿨
- 어느 용산 방문자의 경찰 폭력 보고서 - 둥글이
- 거룩한 분노 - 김준호
- 용산, 355일의 기록 - 장호경
- 행동하는 라디오 - 송이
- 낙지도서관 강제철거 - 송이